# Canzoni da spiaggia deturpata
| Recensione           | Giudizio |
| -------------------- | -------- |
| storiadellamusica.it |          |
| Onda Rock            |          |
| SentireAscoltare     |          |
| Rockit               | positivo |
| Rockol               | positivo |
| impattosonoro.it     | positivo |
| indieforbunnies.it   |          |
| rockol               |          |

Canzoni da spiaggia deturpata è l'album d'esordio del progetto musicale Le luci della centrale elettrica del cantautore ferrarese Vasco Brondi, prodotto da Manuele Fusaroli e Giorgio Canali e pubblicato nel maggio 2008 dall'etichetta discografica indipendente La Tempesta.

## Descrizione
Il disco contiene numerosi brani del precedente demo autoprodotto e intitolato Le luci della centrale elettrica, pubblicato da Brondi nel 2007, rielaborate e riproposte in una nuova veste dalle chitarre di Giorgio Canali e dalla produzione e i missaggi di Manuele Fusaroli che le ha rese meno "grezze" ed aggressive e più curate stilisticamente.
Lo stile del canto è fortemente influenzato da Rino Gaetano, a cui Brondi fa un esplicito omaggio cantando alcuni versi di Ma il cielo è sempre più blu in coda alla conclusiva Nei garage a Milano nord, mentre le liriche fanno riferimento a Giovanni Lindo Ferretti, che viene citato con i suoi CCCP ne La gigantesca scritta Coop ("I CCCP non ci sono più").
Le musiche sono basate principalmente su semplici accordi di chitarra acustica inframmezzati da inserti noise rock, dovuti soprattutto alla chitarra elettrica di Canali, con poche concessioni ai ritornelli orecchiabili.
Il disco ha vinto la Targa Tenco 2008 come "Migliore opera prima cantautorale".
La copertina è opera del fumettista Gipi.
Il brano Per combattere l'acne è presente nella colonna sonora del film Fuga dal call center di Federico Rizzo (2009).
L'album è presente nella classifica dei 100 dischi italiani più belli di sempre secondo Rolling Stone Italia alla posizione numero 46.

## Tracce
Tutti i brani sono di Vasco Brondi.
1. Lacrimogeni - 1:53
2. Per combattere l'acne - 3:17
3. Sere feriali - 2:38
4. Stagnola - 3:14
5. Piromani - 3:49
6. La lotta armata al bar - 3:39
7. La gigantesca scritta Coop - 4:01
8. Fare i camerieri - 3:35
9. Produzioni seriali di cieli stellati - 3:22
10. Nei garage a Milano nord - 3:08

## Musicisti
- Vasco Brondi: voce, chitarra acustica, effetti
- Giorgio Canali: chitarra elettrica, basso acustico
- Max Stirner: organo in Per combattere l'acne e Sere Feriali, direzione e arrangiamento percussioni sinfoniche
- Guido Querci: esecuzione percussioni sinfoniche al conservatorio Girolamo Frescobaldi di Ferrara